# Véry
Véry é uma comuna francesa na região administrativa de Grande Leste, no departamento de Meuse. Estende-se por uma área de 11,74 km². Em 2010 a comuna tinha 91 habitantes (densidade: 7,8 hab./km²).